# Burza na Jeziorze Galilejskim
Burza na Jeziorze Galilejskim (nid. Christus in de storm op het meer van Galilea) – obraz Rembrandta Harmenszoona van Rijn datowany na rok 1633. Dzieło jest sygnowane Rembrant f.1633.
Namalowane zostało rok po przenosinach artysty z rodzinnej Lejdy do pobliskiego Amsterdamu. Jednakże pobyt wśród artystów rodzinnego miasta rzutował na kształt Burzy na jeziorze galilejskim, co poświadcza wysublimowana kompozycja, wnikliwa analiza detali i delikatne pociągnięcia pędzla.
Obraz został nabyty przez Isabellę Stewart Gardner na licytacji spadku po Thoré–Bürgerze, francuskim historyku sztuki, kolekcjonerowi oraz miłośnikowi malarstwa holenderskiego. Licytacja miała miejsce w 1892 roku. Odtąd dzieło było eksponowane w zbiorach Isabella Stewart Gardner Museum w Bostonie, skąd został skradziony 18 marca 1990 roku wraz z 12 innymi dziełami sztuki, w tym innymi dwoma dziełami Rembrandta (obraz Dżentelmen i kobieta w czerni oraz akwaforta Autoportret), jednym Goverta Flincka, ucznia Rembrandta, Koncertem Jana Vermeera, czterema płótnami Edgara Degas i jednym Édouarda Maneta. Złodzieje przebrali się za funkcjonariuszy policji. Po wszystkich skradzionych obrazach zachowały się jedynie ramy. Zgodnie z wolą Isabelli Gardner, życzącej sobie, aby ekspozycja muzealna pozostała niezmieniona, zachowane resztki obrazów są prezentowane w pierwotnym miejscu. Obraz do dziś pozostaje nieodnaleziony.
Obraz Burza na Jeziorze Galilejskim odnosi się do wydarzenia Ewangelii Marka, którym był cud Jezusa na Jeziorze Galilejskim.

Tamtego dnia późnym popołudniem, powiedział do nich: „Przeprawmy się na drugi brzeg”. Zostawili tłum i zabrali Go, tak jak był w łodzi. Były z Nim także inne łodzie. Zerwała się wtedy gwałtowna wichura i fale wlewały się do łodzi, tak że łódź już się napełniała. On tymczasem spał na rufie, oparty na wezgłowiu. Budzą Go więc i wołają do Niego: „Nauczycielu, obojętne ci to, że giniemy?” Wtedy On wstał, skarcił wicher, a jezioru rozkazał: „Zamilknij, bądź cicho”. Uspokoił się wicher. Zrobiło się bardzo cicho. Do nich natomiast powiedział: „Dlaczego tak bojaźliwi jesteście? Nadal brakuje wam wiary?” Bo przerazili się bardzo i mówili jeden do drugiego: „Kimże On jest, że nawet wicher i jezioro są Mu posłuszne!?”

Rembrandt namalował najbardziej dramatyczny wątek tego wydarzenia, morski sztorm i unoszona wysokimi falami łódź, którą płynął Jezus z uczniami. Zdesperowani apostołowie proszą siedzącego przy burcie Jezusa o ratunek, kilku z nich usiłuje utrzymać rozerwane liny i żagle, pomimo silnego wiatru i zalanego po części pokładu. Jednocześnie jest zapowiedź uciszenia burzy; pośród gęstych burzowych chmur widnieje przejrzyste, błękitne niebo.
Pomimo iż dzieło jest oparte na treści biblijnej, jest jedynym obrazem Rembrandta o tematyce marynistycznej. W roku 1633 artysta malował głównie portrety (m.in. jego żony Saskii, Johannesa Wtenbogaerta, Jana Hermansza Krula).